# Barbus nyanzae
Barbus nyanzae és una espècie de peix cipriniforme de la família dels ciprínids.

## Morfologia
Els mascles poden assolir els 7 cm de longitud total.

## Distribució geogràfica
Es troba a Àfrica: rius de la província de Nyanza (Kenya) i ribes del proper llac Victòria.